# Syracuse (Ohio)
Syracuse es una villa ubicada en el condado de Meigs en el estado estadounidense de Ohio. En el Censo de 2010 tenía una población de 826 habitantes y una densidad poblacional de 334,65 personas por km².

## Geografía
Syracuse se encuentra ubicada en las coordenadas 38°59′52″N 81°57′57″O / 38.99778, -81.96583. Según la Oficina del Censo de los Estados Unidos, Syracuse tiene una superficie total de 2.47 km², de la cual 2.4 km² corresponden a tierra firme y (2.73%) 0.07 km² es agua.

## Demografía
Según el censo de 2010, había 826 personas residiendo en Syracuse. La densidad de población era de 334,65 hab./km². De los 826 habitantes, Syracuse estaba compuesto por el 97.22% blancos, el 0.85% eran afroamericanos, el 0.36% eran amerindios, el 0.12% eran asiáticos, el 0% eran isleños del Pacífico, el 0% eran de otras razas y el 1.45% pertenecían a dos o más razas. Del total de la población el 0.12% eran hispanos o latinos de cualquier raza.